# Agalliopsis gracilis
Agalliopsis gracilis är en insektsart som beskrevs av Paul W. Oman 1934. Agalliopsis gracilis ingår i släktet Agalliopsis och familjen dvärgstritar. Inga underarter finns listade i Catalogue of Life.